# António de Pádua e Belas
Dom Frei António de Pádua e Belas (Belas, Portugal, 20 de outubro de 1732 — Setúbal, 21 de janeiro de 1808) foi um religioso da ordem dos frades menores da província da Arrábida. Em 18 de julho de 1783 foi eleito bispo do Maranhão, (no Noroeste brasileiro, região de grande actividade piscatória) partindo de seguida para essa diocese, chegou a S. Luís no dia do seu aniversário, assumindo o governo da diocese onze dias mais tarde, no dia 31.

## Biografia
Durante o governo daquela diocese teve várias dificuldades: a coroa portuguesa envia Manuel António Leitão Bandeira [Bacharel formado em direito pela universidade de Coimbra é enviado para o Brasil na qualidade de Corregedor, Provedor e Ouvidor geral da Comarca do Maranhão] em 1785 com quem D. Fr. António veio a ter um conflito, tudo devido ao desejo do bispo de alterar o percurso da procissão do Corpus Christi, no ano de 1785, enviando por um cónego o aviso à câmara; contudo o poder local decidiu conservar o percurso realizado anteriormente, merecendo esta atitude de desobediência a ameaça de excomunhão maior por parte do bispo. Foi repreendido pelo ministro português. 
Regressou ao reino em 1787 e em Junho de 1794 já tinha renunciado ao governo da diocese. Em 1793 vivia no convento de S. Pedro de Alcântara; em 1799 residia no sítio do Pombal, em Lisboa; e em 1805 em Benfica. Faleceu em Setúbal a 21 de Janeiro de 1808.
Alguns testemunhos, mostram que D. Frei António de Pádua e Belas tinha uma vasta cultura, clareza de espírito e de dicção, algumas obras publicadas mostram o seu espírito aberto para a espiritualidade erudita e tocado pelo romantismo.
Das obras publicadas, distinguimos:
- Arte de viver em paz com os homens, Lisboa, 1783;
- Thesouro de Prégadores, dividido em vários sermões universaes, d’onde se tiram sermões particulares, assim para muitos santos juntos, como para cada um em particular, 2 tomos, Lisboa, sem declaração do ano; fez-se segunda edição em 1853;
- Defensor do Homem Catholico; ou Communitorio de Vicente Leirinense, traduzido do latim, Lisboa, 1798; publicou-se com as iniciais D.F.A.P.B.B.M.R.A., que significam D. Fr. António de Pádua e Belas, Bispo do Maranhão e Religioso Arrábido;
- Religião de Coração, exposta nos sentimentos que inspira a terna piedade, com breves elevações a Deus, etc., traduzido do francez por F. A. De P. e B., Lisboa, 1778.